# Großbreitenbach
Großbreitenbach est une municipalité allemande du land de Thuringe, dans l’arrondissement d'Ilm, au centre de l’Allemagne.
En 2019, sa population était de 6 352 habitants.